# Carlos Reis (Bogenschütze)
Carlos Reis (* 14. Juni 1955) ist ein portugiesischer Bogenschütze.
Reis, 1,75 m groß und 68 kg schwer, nahm an den Olympischen Spielen 1988 in Seoul teil. Er erreichte den 66. Rang.